# Hakan Ünsal
Hakan Ünsal (* 14. Mai 1973 in Sinop) ist ein ehemaliger türkischer Fußballspieler.

## Karriere

### Vereinskarriere
Ünsals Karriere begann bei Karabükspor. Zur Saison 1993/1994 wechselte er zu Galatasaray Istanbul, wo er auch später seine größten Erfolge hatte. Ünsal gewann mit Galatasaray unter anderem den UEFA-Pokal, den UEFA Super Cup und wurde viermal türkischer Meister.
Im Winter 2002 wechselte Ünsal zu den Blackburn Rovers. Nach nur einem halben Jahr kehrte er wieder zurück zu Galatasaray. 2004/05 wechselte Ünsal ein letztes Mal den Verein und spielte bei Çaykur Rizespor. Nach einem Jahr in Rize beendete er seine Karriere.

### Nationalmannschaft
Ünsal spielte für die türkische Nationalmannschaft 33 Spiele. Er nahm mit der Türkei bei der EM 2000 und WM 2002 teil und wurde 2002 WM-Dritter. Bekannt wurde Ünsal während der Partie gegen Brasilien: Rivaldo hatte das Spiel bei einem Stand von 1:2 während einer Ecke verzögert, Ünsal war darüber verärgert und schoss den Ball gegen die Beine von Rivaldo. Dieser fiel und hielt die Hände vor das Gesicht. Der Schiedsrichter verwies Ünsal vorzeitig des Spielfeldes.

## Erfolge
Mit seinem Verein
- UEFA-Super-Cup-Sieger: 2000
- UEFA-Pokal-Sieger: 2000
- Türkischer Fußballmeister: 1997, 1998, 1999, 2000
- Türkischer Pokalsieger: 1996, 1999, 2000
- Pokal des Türkischen Sportjournalisten-Vereins: 1997, 1998, 1999
- Präsidenten-Pokal: 1996, 1997

Mit der Nationalmannschaft
- WM-Dritter mit der Türkei bei der Fußball-Weltmeisterschaft 2002 in Japan & Südkorea

## Sonstiges
Hakan Ünsal ist seit seinem Karriereende als TV-Experte und in der Tageszeitung Hürriyet als Kolumnist tätig.